# Redmi Note 8
Il Redmi Note 8 è uno smartphone di fascia media prodotto da Redmi, sub-brand di Xiaomi, presentato ad agosto 2019.

## Caratteristiche tecniche

### Hardware
Il dispositivo è grande 158.3 x 75.3 x 8.4 millimetri e pesa 190 grammi.
Ha un chipset Qualcomm Snapdragon 665 (processo a 11 nanometri), con CPU octa-core e GPU Adreno 610.
È presente in cinque tagli di memoria eMMC: 32 GB di memoria interna e 3 GB di RAM, 64 GB di memoria interna e 4 GB di RAM, 64 GB di memoria interna e 6 GB di RAM, 128 GB di memoria interna e 4 GB di RAM e 128 GB di memoria interna e 6 GB di RAM. Ha la memoria espandibile tramite microSD.
Ha connettività 2/3/4G, Wi-Fi 802.11 a/b/g/n/ac dual-band, con supporto al Wi-Fi Direct e all'uso come hotspot, Bluetooth	4.2 con A2DP, LE (risparmio energetico) e aptX HD, il GPS con GPS assistito dual-band e supporto GLONASS, BDS, GALILEO, ha la radio FM, la porta a infrarossi, il jack audio da 3.5 mm e la porta USB 2.0 Type-C 1.0 con supporto OTG.
Ha uno schermo IPS LCD da 6,3 pollici con risoluzione Full HD+ e densità di pixel di 409 ppi.
Per quanto riguarda le fotocamere, ha quattro sensori sul retro - uno da 48 megapixel con apertura f/1.8 e autofocus PDAF, uno da 8 megapixel grandangolare, uno da 2 megapixel macro e uno da 2 megapixel di profondità - con flash LED. La quadrupla fotocamera posteriore può registrare video 4K a 30 fotogrammi per secondo, o slow motion Full HD a 120 fps. Ha una fotocamera anteriore da 13 megapixel con apertura f/2.0 ed HDR. 
È dotato di sensore per lo sblocco con impronta digitale montato sul retro.
Ha una batteria da 4000 mAh ai polimeri di litio, non removibile. Supporta la ricarica rapida a 18W.
Sia il retro che lo schermo sono protetti da vetro Gorilla Glass 5, mentre lateralmente abbiamo un frame in plastica.

### Software
Il dispositivo è dotato di Android 10, e di interfaccia utente MIUI 12